# Ekenässjöns kyrka
 Ekenässjöns kyrka är en kyrkobyggnad i Ekenässjön i Växjö stift. Den är församlingskyrka i Ekenässjöns församling.

## Kyrkobyggnaden
Under mitten av 1900-talet var samhället Ekenässjön under stark tillväxt. Behovet av en kyrka gjorde sig också påkallat. 1965 fick arkitekt Per Rudenstam, Jönköping uppgiften att rita en kyrka med tillhörande församlingsgård. 1970 påbörjades arbetet av Ekenäs Byggnads AB. Den första etappen blev byggandet av församlingsgården med samlingssal, barn- och ungdomslokaler, rum för konfirmandundervisning samt kök. I den andra etappen uppförandes den tio meter höga klockstapeln av tryckimprengnerat virke. Den övre halvan av stapeln där de två klockorna från Bergholtz klockgjuteri har sin plats är inklädd. Stapeln kröns av en båge med ett kors. Den tredje och sista etappen 1971 blev byggandet av själva kyrkan. Kyrkan som i likhet med församlingsgården är uppförd i tegel fick en kvadratisk utformning med platt yttertak och högt sittande fönster. Invigningen förrättades 1971 av biskop Olof Sundby.

## Inventarier
- Altare och altarring av furu.
- Altartavlan i utgörs av en bildvävnad komponerad av Inga-Mi Wannerus-Rydgran, Jönköping, och vävd av Hemslöjden i Jönköping.
- Predikstol i form av en enkel furuambo.
- Dopfunt av trä med dopskål från Ekenäs glasbruk.
- Processionskors utfört av Eva Spångberg, Gamla Hjälmseryd
- 12 lampetter i smide symboliserande de tolv apostlarna.

## Orgel
Orgeln är mekanisk och byggd 1972 av Nils-Olof Bergs orgelfirma i Nye, Vetlanda.
| Manual            | Pedal      | Koppel  |
| Blockflöjt 8' B/D | Subbas 16´ | Man/Ped |
| Principal 4' B/D  |            |         |
| Pommer 4'         |            |         |
| Waldflöjt 2'      |            |         |
| Scharf            |            |         |

### Webbkällor
- Ekenässjöns kyrka